# Rážkovy
Rážkovy jsou malá vesnice, část obce Nechvalice v okrese Příbram. Vznikla ke dni 1. 9. 2011. V roce 2011 zde žilo 11 obyvatel a nacházely se zde 4 domy.

## Galerie

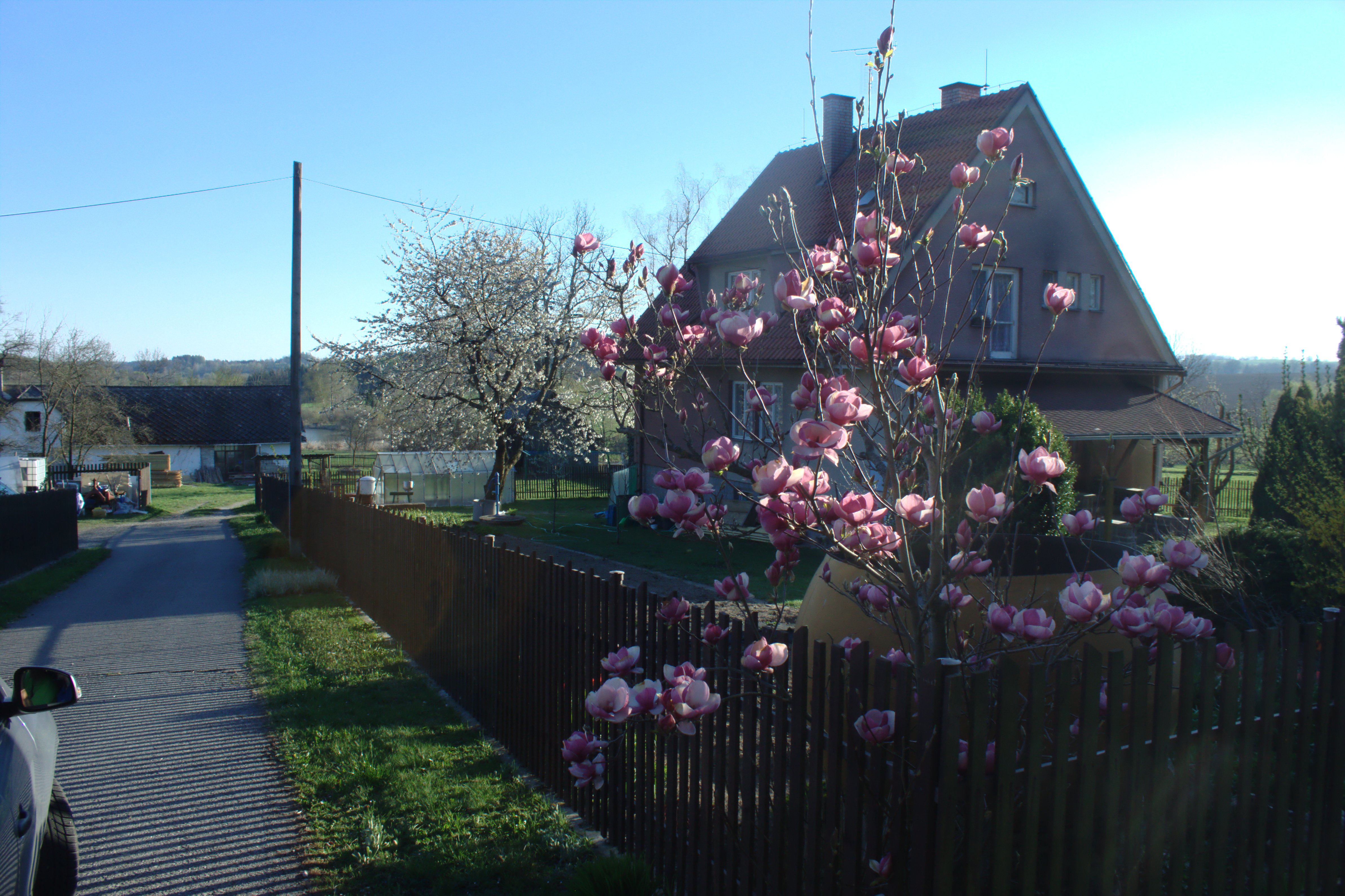
Dům s magnolií